# Stony Brook
Stony Brook ist ein Ort an der Nordküste von Long Island im US-Bundesstaat New York. Er hat den Status eines unincorporated hamlet innerhalb der Town of Brookhaven im Suffolk County und wird als census-designated place geführt. Bekannt ist er vor allem für die State University of New York at Stony Brook. Nach dem Census von 2010 hatte der Ort 13.740 Einwohner.

## Geographie

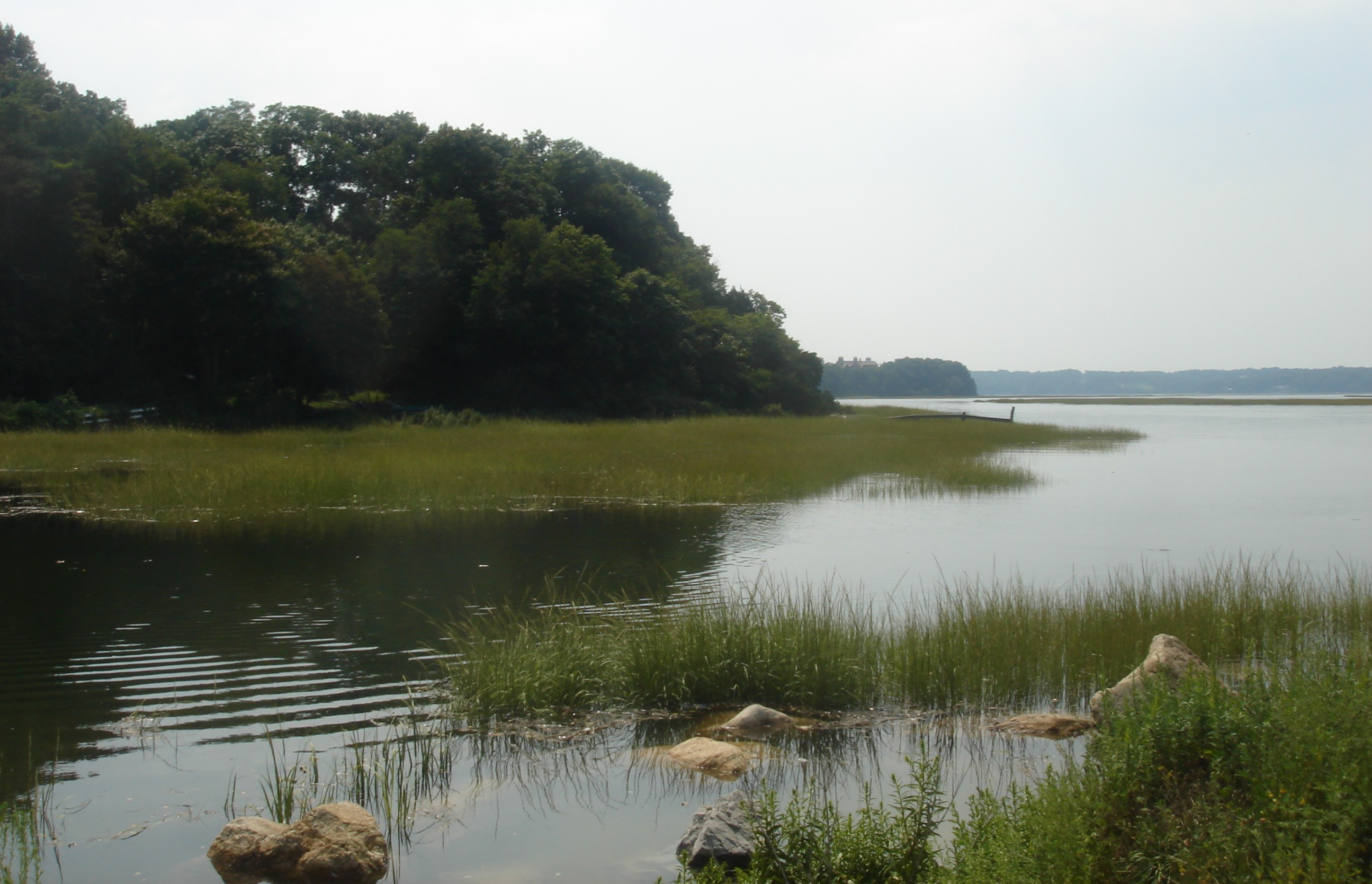
Die Bucht

Stony Brook hat ein Gebiet von 15,4 km², davon 15,0 km² Land- und 0,4 km² Wasserfläche. Der Stony Brook Harbor ist eine sumpfige Bucht des Long Island Sounds. Hier liegen die Insel Youngs Island und ein kleiner städtischer Strand, Sand Street Beach. Die umliegenden Orte sind Old Field, Setauket-East Setauket, Centereach, Lake Grove, St. James und Head of the Harbor.

## Geschichte
Die Gegend des heutigen Stony Brook war von Setalcott-Indianern besiedelt, die die Umgebung der Bucht als Wopowog, „Land an den Wasserengen“, nannten. Die europäische Besiedlung begann um 1660. Die erste urkundliche Erwähnung bezieht sich auf die heutige Main Street und datiert auf den 25. Mai 1685. 1884 wurde die Schreibweise des Namens von Stoney Brook zur heutigen Form geändert. Um 1855 war Stony Brook ein Standort des Schiffbaus, zwischen 1890 und dem Ersten Weltkrieg zeitweise ein beliebter Tourismusort. Danach lebte es primär nur noch vom Fischfang, bis ab 1939 der ansässige Geschäftsmann Ward Melville ein großangelegtes Entwicklungsprogramm durchführte und unter anderem das heutige Dorfzentrum im Stil des 19. Jahrhunderts errichten ließ. 1962 zog die 1957 gegründete Universität auf ihr heutiges, von Melville gespendetes Gelände auf dem Ortsgebiet um und wurde zum bestimmenden Faktor der Gegend.

## Kultur und Sehenswürdigkeiten
Neben der Universität bietet Stony Brook noch das Long Island Museum und eine Wassermühle von 1751.

## Persönlichkeiten

### Söhne und Töchter der Stadt
Folgende Persönlichkeiten wurden in Stony Brook geboren:
- Francis B. Spinola (1821–1891), Offizier und Politiker
- Arthur Aron (* 1945), Professor für Psychologie
- Sarah Drew (* 1980), Schauspielerin
- Steven Matz (* 1991), Pitcher in der Major League Baseball

### Weitere Persönlichkeiten
- Kevin James und sein Bruder Gary Valentine, beide Komiker, Schauspieler und Drehbuchautoren, wuchsen in Stony Brook auf.[1]
- Schauspieler Cliff Robertson lebte in Stony Brook

## Infrastruktur
Stony Brook besitzt einen Haltepunkt an der LIRR-Strecke zwischen Port Jefferson und Penn Station.